# Bürgenstock Resort

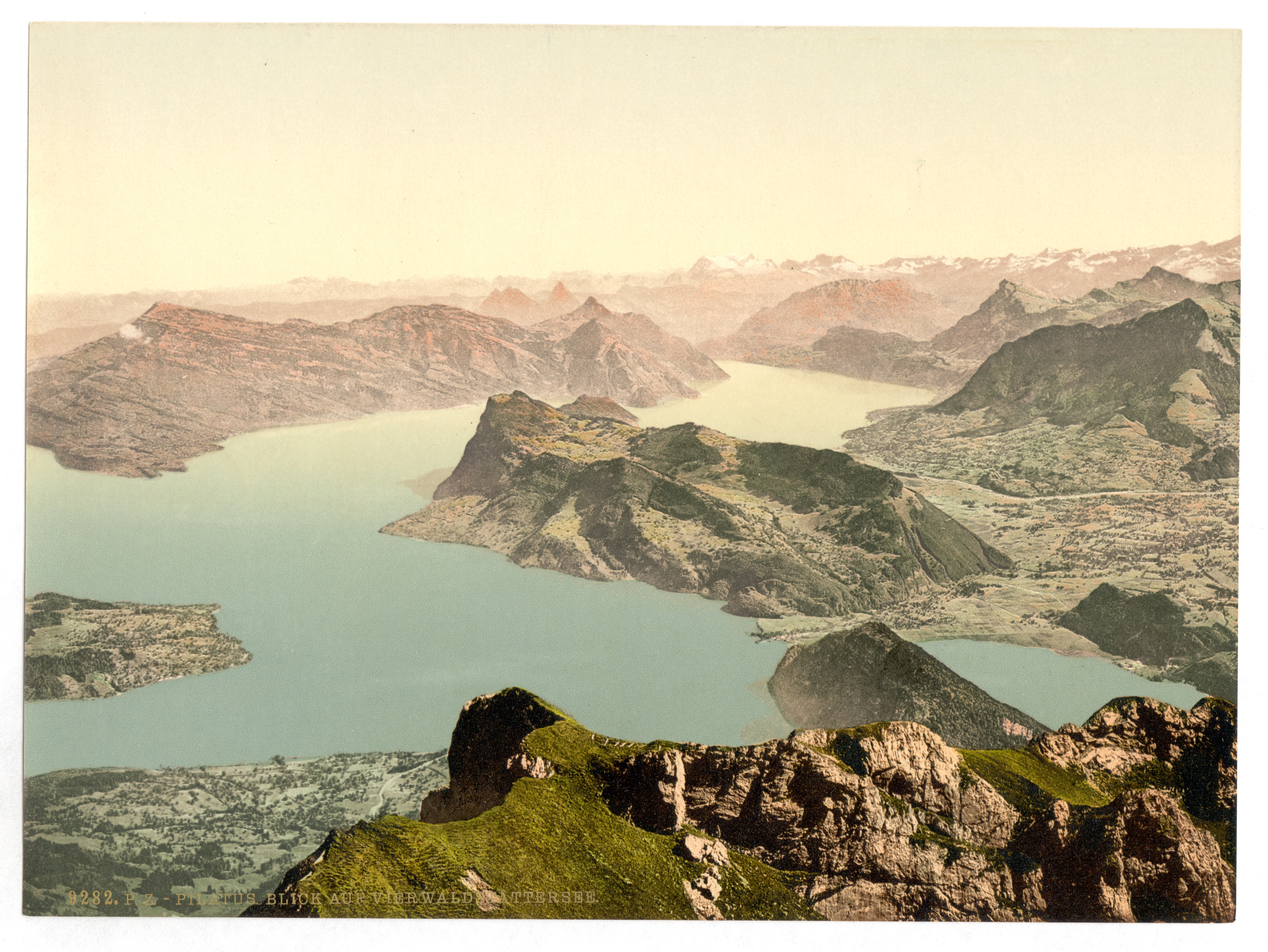
Blick auf den Bürgenstock (in der Bildmitte) (vor 1900)

Das Bürgenstock Resort Lake Lucerne ist eine Schweizer Hotel- und Tourismusanlage oberhalb des Vierwaldstättersees im Kanton Nidwalden. Das Resort liegt auf dem Bürgenberg und befindet sich in der politischen Gemeinde Stansstad (Ortsteil Obbürgen) und umfasst insgesamt 30 Gebäude, darunter drei Hotels, Residenzen, zwei Spas, ein Konferenzzentrum sowie diverse Freizeiteinrichtungen. Die Gebäude stehen jedoch zum grösseren Teil auf dem Gemeindegebiet von Ennetbürgen südlich des Kamms. Das Resort ist das grösste integrierte Hotel-Resort der Schweiz. Das Areal hat eine besondere Gratlage: auf der Nordseite bietet es einen Blick auf den 500 Meter tiefer liegenden Vierwaldstättersee. Mit diesem ist es durch die Bürgenstock-Bahn verbunden. Nach Süden hin geht die Aussicht auf die Berglandschaft und die archetypischen Streusiedlungshänge. Zusätzlich besitzt die Anlage eine kulturhistorische Bedeutung.
Nach umfangreichen Renovierungs- und Umbauarbeiten zwischen 2014 und 2017 wurde das Resort neu eröffnet.
Das Resort gehört der Katara Hospitality, einer Tochtergesellschaft des Staatsfonds Qatar Investment Authority (QIA) des Emirates Katar. Es ist Mitglied des Hotelverbunds The Leading Hotels of the World.

## Geschichte

### Vorgeschichte

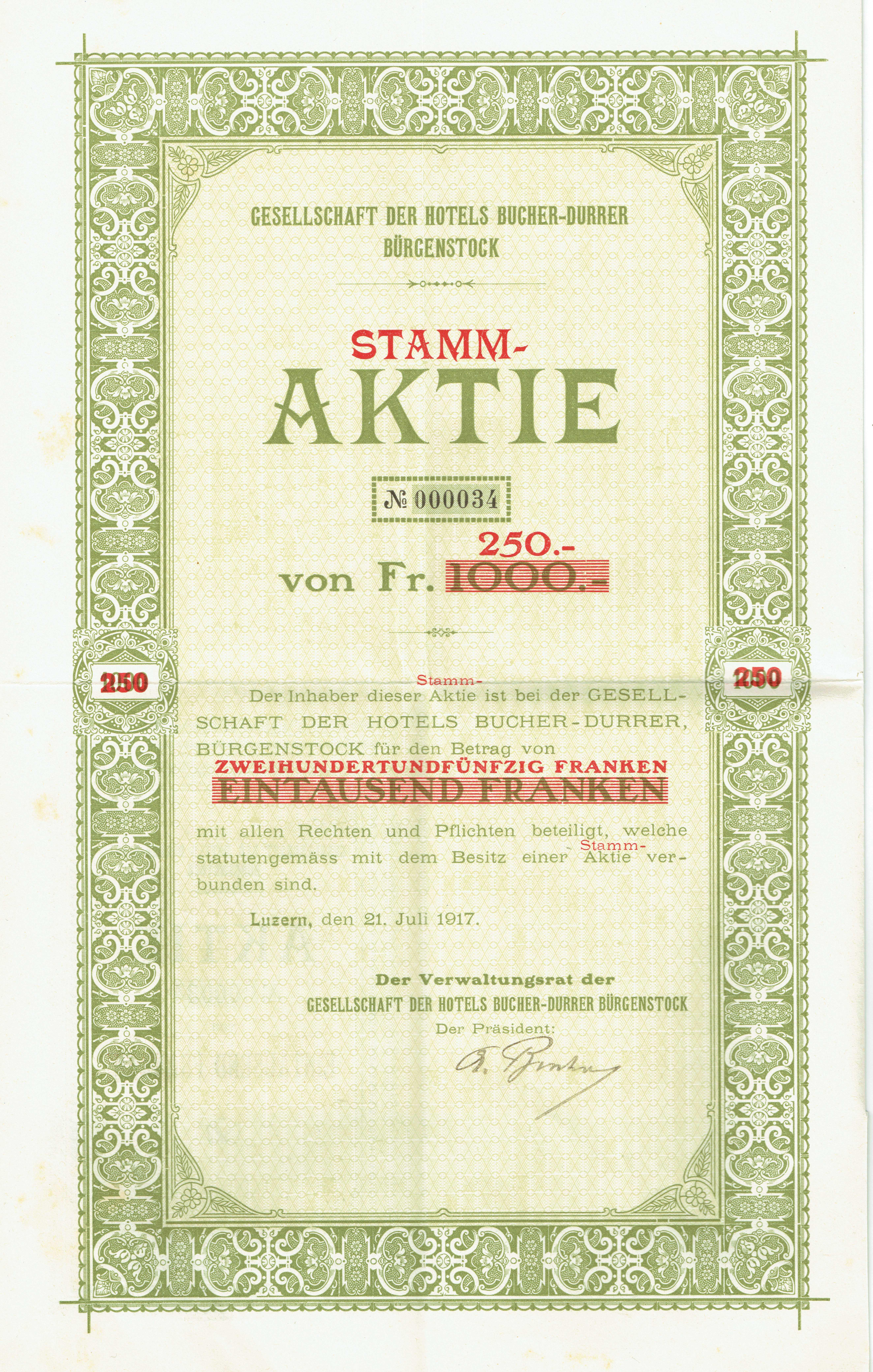
Aktie der Gesellschaft der Hotels Bucher-Durrer Bürgenstock (1917)

Die Geschichte des Bürgenstock Resorts begann mit den Tourismuspionieren Franz Josef Bucher und Josef Durrer. Die beiden aus Kerns, Kanton Obwalden, stammenden Unternehmer betrieben mit ihrem Unternehmen Bucher & Durrer eine Sägerei und eine Parkettfabrik. Zwecks Beschäftigung der Angestellten dieser Betriebe bauten die beiden 1869/1870 in Engelberg das Hotel Sonnenberg, das sie ein Jahr nach der Fertigstellung mit Gewinn verkaufen konnten. Mit dem Verkaufserlös war es ihnen möglich, 1871 die Alp Tritt zu erwerben. Franz Josef Bucher erkannte die Entwicklung des Fremdenverkehrs und dessen Potenzial rund um den Vierwaldstättersee frühzeitig. Noch vor der Eröffnung des ersten Hotels verschwand der Flurname Alp Tritt, der fortan dem zum Markenzeichen gewordenen Ortsnamen Bürgenstock Platz machte.

### Hotelgeschichte und Besitzverhältnisse

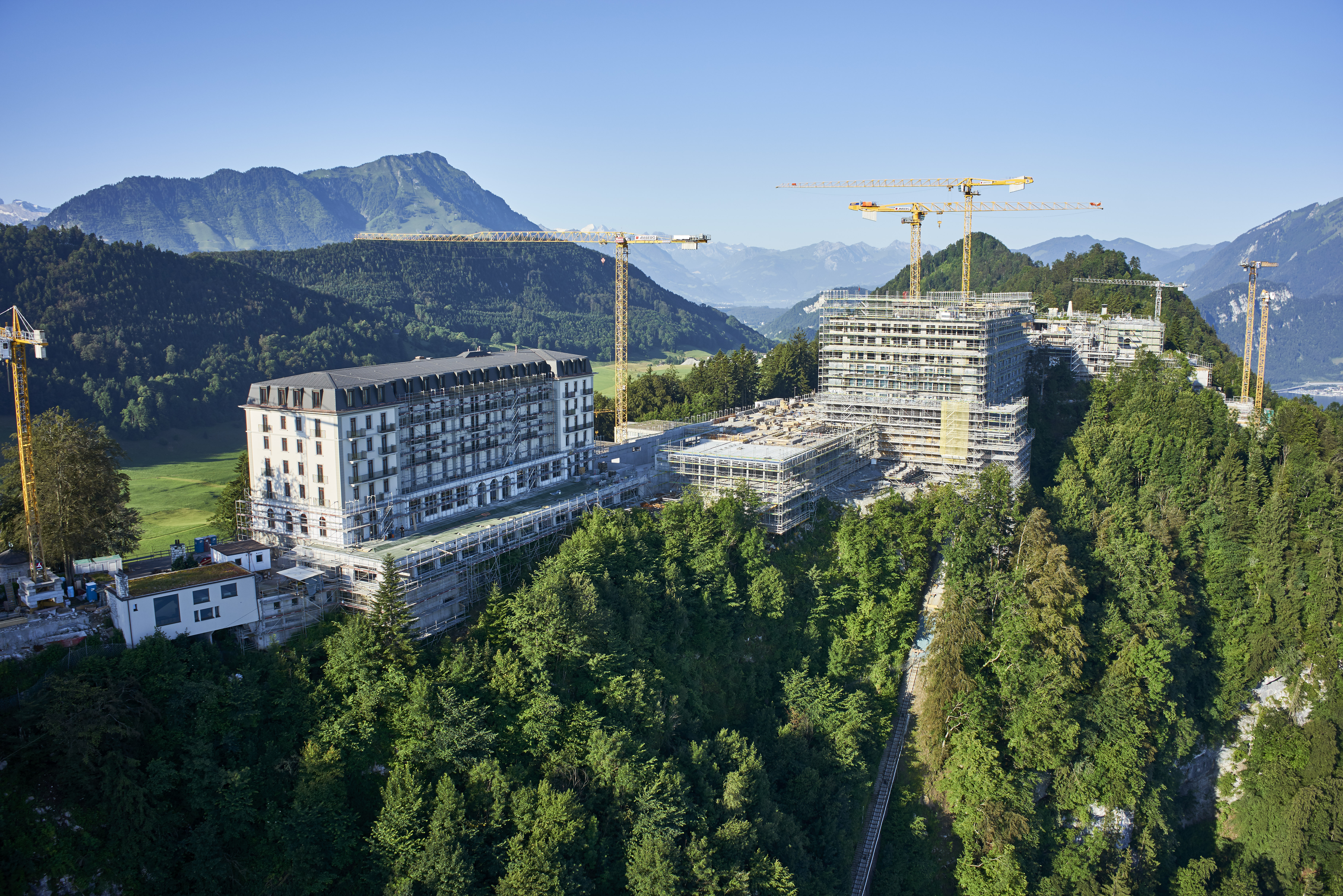
Palace-Hotel (2016)

Luftbild aus 1900 m Höhe von 1919

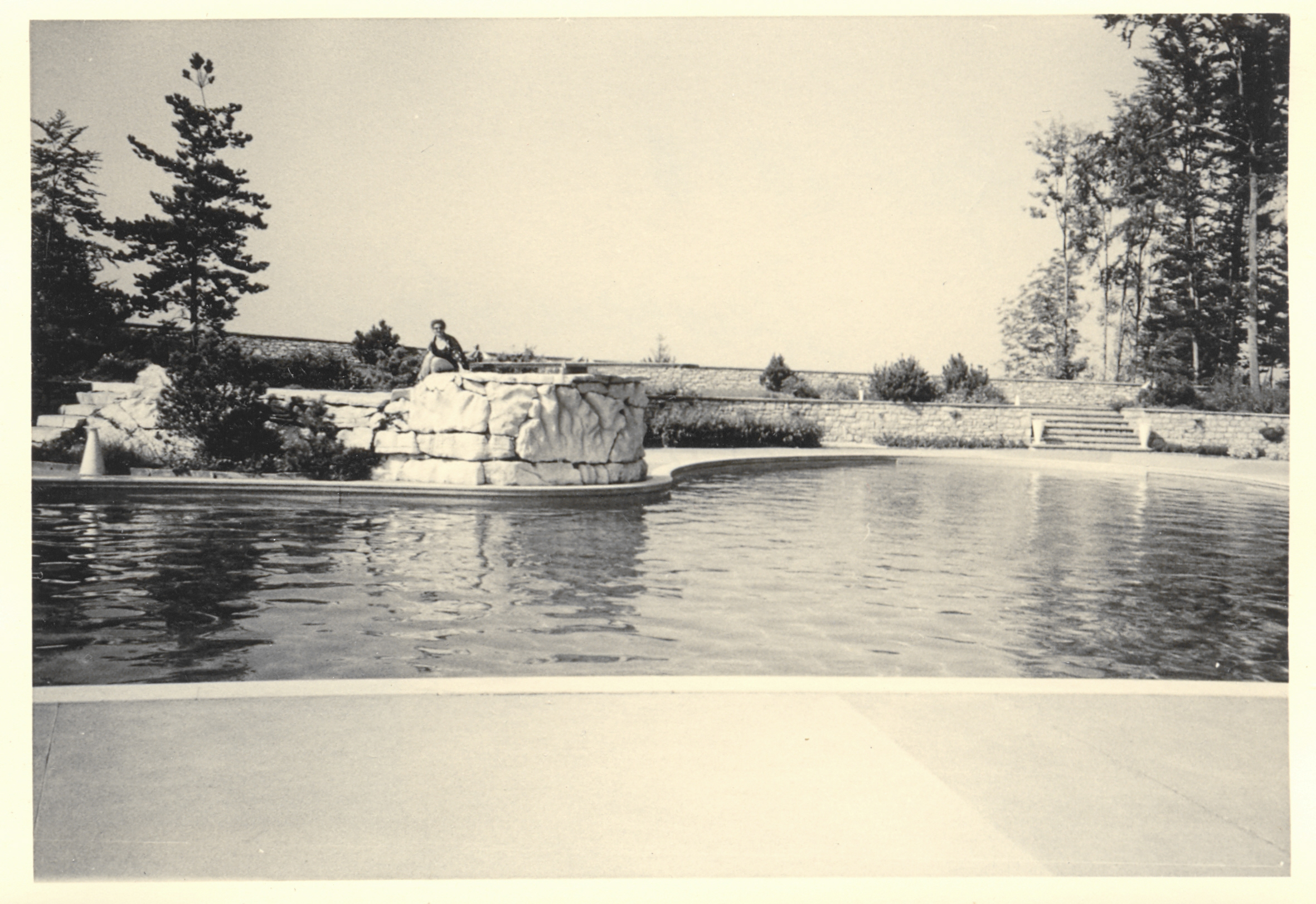
Schwimmbad beim Hotel (1956)

Franz Josef Bucher und Josef Durrer eröffneten am 23. Juni 1873 das Grand Hotel unter dem damaligen Namen Hotel Kurhaus. Zwischen 1886 und 1887 errichteten sie ein Wasserkraftwerk an der Engelberger Aa in Buochs, um damit unter anderem die Stanserhorn-Bahn und die Bürgenstock-Bahn zu betreiben. 1888 nahmen sie die Bahn in Betrieb, sorgten für die Wasserversorgung und eröffneten das Park Hotel. 1892 folgte die Bürgenstock Kapelle, 1903 das Palace Hotel, und in den Jahren 1900 bis 1905 entstanden mehrere Villen östlich des Hotels. Der aussergewöhnliche Hammetschwand Lift stammt von 1905.
1895 übernahm Franz Josef Bucher die alleinige Kontrolle über das Unternehmen. Sein Neffe Emil Durrer (1873–1923) eröffnete 1906 auf der Südseite des Bürgenstocks die Villa Honegg, die bis 1977 familiengeführt blieb und nach Renovation 2011 wiedereröffnet wurde.
Friedrich Frey-Fürst kaufte 1925 die Bürgenstock Hotels. In den Jahren 1925 bis 1948 wurden die drei Hotelgebäude komplett erneuert und 1928 ein Golfplatz angelegt. 1953 übernahm nach Friedrich Frey-Fürsts Tod sein Sohn Fritz Frey die Betriebsleitung. Er realisierte verschiedene bauliche und infrastrukturelle Veränderungen. Unter der Leitung von Fritz Frey und seiner Familie waren Persönlichkeiten wie die Schauspieler Sophia Loren, Audrey Hepburn und Sean Connery sowie Politiker wie Jimmy Carter und Henry Kissinger zu Gast auf dem Bürgenstock.
1996 verkaufte die Familie die Bürgenstock Hotels an die Schweizer Grossbank UBS. Die Richemont Héritage SA mit Sitz in Vich VD erwarb im Jahr 2000 die Immobilien sowie fünf weitere Fünfsternehotels, die bei der UBS mit insgesamt rund 115 Millionen Franken verschuldet waren. 2003 änderte die Gesellschaft ihren Namen in Rosebud Hotels Holding SA infolge Verkaufs des namensgebenden Hotels Richemont. Die Barwa Real Estate Company aus dem Emirat Katar beteiligte sich 2007 zur Hälfte an den Projekten der Rosebud Hotels Holding SA, der neben den Bürgenstock Hotels auch das Hotel Schweizerhof in Bern und das Royal Savoy in Lausanne gehörten. Im Jahr 2008 trennte sich die Barwa Real Estate Company von der Rosebud Hotels Holding SA und war somit alleinige Eigentümerin der Bürgenstock Hotels. 2009 transferierte die Barwa Real Estate Company das Schweizer Hotelportfolio an die Qatari Diar Real Estate Investment Company. Letztere gehört zu 100 Prozent dem Staat Katar; ihre Tochter-Gesellschaft QDHP Swiss Management AG war für das Management der Schweizer Hotelprojekte zuständig. 2012 wurde die Katara Hospitality, Tochtergesellschaft des Staatsfonds Qatar Investment Authority, neue Investorin. Die Schweizer Aktivitäten gingen im selben Jahr an die neu gegründete Katara Hospitality Switzerland AG mit Sitz in Zug. Die Bürgenstock Selection, heute Bürgenstock Collection, vereint seither das Resort mit dem Hotel Royal Savoy Lausanne und dem Hotel Schweizerhof Bern.

## Neues «Bürgenstock Resort Lake Lucerne»

### Neu- und Ausbauten seit 2014

#### Hotels und Restaurants
2014 begannen die Arbeiten am heutigen Resort. Dabei wurde ein Denkmalschutzkonzept entwickelt, um die historischen Gebäude aus der Nachkriegszeit zu bewahren – darunter das Grand Hotel, das Palace Hotel und mehrere kleinere Bauten aus den 1950er- und 1960er-Jahren. Auch die alte Wetterstation wurde an einen neuen Standort verlegt. Das neue Betriebskonzept stammte von Bruno H. Schöpfer.
Am 26. März 2014 wurde der Grundstein zum neuen Resort gelegt. Heute ist das autofreie Bürgenstock Resort ein moderner Hotelkomplex mit drei Hotels in den Kategorien 3* bis 5* Superior, 360 Zimmern und Suiten, 17 Residenzen, einem 2'200 m² grossen Konferenzzentrum für bis zu 600 Personen sowie zwölf Restaurants, Bars und Lounges. Das Resort ist ganzjährig geöffnet und wurde mit einem Investitionsvolumen von CHF 650 Mio. realisiert. Seit 1. April 2024 ist Christoph Karl Franzen Direktor des Hotels Bürgenstock.

#### Wellnessangebot
Das Highlight ist der 10 000 m2 grosse Alpine Spa mit Innen- und Aussenbereich sowie, fünf Pools, Saunen, Dampfbädern, Hammam, Private Spa Suiten und einem modernen Fitnessbereich.

#### Golfplatz
Im Zuge der Kompletterneuerung wurde der 1928 eröffnete Golfplatz umfassend renoviert und neu gestaltet. Er gehört zu den ersten Golfplätzen in der Schweiz. Am 25. Juni 2016 wurde der neue 9-Loch-Golfplatz im Bürgenstock Resort Lake Lucerne offiziell eröffnet.

#### Lernpfad
In Zusammenarbeit mit der Pädagogischen Hochschule Luzern realisierte die Bürgenstock Kunst- und Kulturstiftung einen historischen Lernpfad auf dem Felsenweg. Er erstreckt sich über eine Distanz von 1,5 Kilometern und wurde am 26. Juni 2015 eröffnet.

### Denkmal- und Landschaftsschutz
CHF 43 Millionen wurden zusätzlich in Denkmal- und Landschaftsschutz-Massnahmen investiert. Beispielsweise wurde das Stickereigebäude nach Originalplänen restauriert, und das 1903 gebaute und historisch bedeutsame Palace Hotel wird nach Auflagen des Denkmalschutzes renoviert.
Das Schweizerische Inventar der Kulturgüter von nationaler und regionaler Bedeutung (KGS-Inventar) listet zahlreiche schützenswerte Bauten und Anlagen im Bürgenstock Resort auf. Unterschieden wird zwischen Objekten von nationaler Bedeutung (A-Objekte) und regionaler Bedeutung (B-Objekte).
Zu A-Objekten des Bürgenstock Resorts zählen:
- Pool Bürgenstock Club (heute 'Hollywood Pool' genannt)
- Stickerei
- Gübelin-Gebäude
- Wetterstation
- Rondelle

B-Objekte des Resorts sind:
- Palace Hotel
- Blockhaus
- Spycher
- Grand Hotel
- Taverne 1879
- Bürgenstock-Bahn
- Hammetschwand-Lift

Die Gebäude und Anlagen des Bürgenstock Resorts stehen im ISOS – Bundesinventar der schützenswerten Ortsbilder der Schweiz von nationaler Bedeutung. Die Landschaft Vierwaldstättersee mit Kernwald, Bürgenberg und Rigi befindet sich im Bundesinventar der Landschaften und Naturdenkmäler von nationaler Bedeutung (BLN).

### Hotelbetrieb
Eine Studie von BAK Basel Economics AG (2012) zeigte, dass das neue Resort wichtige Impulse für die Region setzen würde. Es wurden jährlich 150'000 zusätzliche Übernachtungen erwartet, mit einem Umsatzpotenzial von CHF 100 Mio. für das Resort und CHF 40 Mio. für Lieferanten. Die Steuererträge für die Zentralschweizer Kantone und Gemeinden wurden auf CHF 8 Mio. jährlich, kumulativ bis 2020 auf CHF 33 Mio. geschätzt. Auf jeden Arbeitsplatz im Resort komme rechnerisch ein zusätzlicher Arbeitsplatz ausserhalb – mit einem Anteil von 3,6 % an der Gesamtbeschäftigung im Kanton Nidwalden.

## Kritik
Durch den umfassenden Ausbau des «Bürgenstock Resorts» sind einige Personen der Meinung, dass der Charme des Hotelbergs mit den typischen Schweizer Berghotels verloren ging. Der Ausbau geriet deshalb in die Kritik. Der Geschäftsleiter der Stiftung Landschaftsschutz Schweiz Raimund Rodewald sagte: «Es zeigt sich hier, dass auf dem Bürgenstock mit einer viel zu grossen Kelle angerichtet wurde.» Insbesondere der ursprünglich nicht angekündigte Verkauf der noblen Villen und Suiten wurde kritisiert. Die Grünen des Kantons Nidwalden monierten: «Der Bürgenstock darf nicht zu einer Enklave für Reiche und Superreiche verkommen.»

## Prominente Gäste & Bedeutende Konferenzen

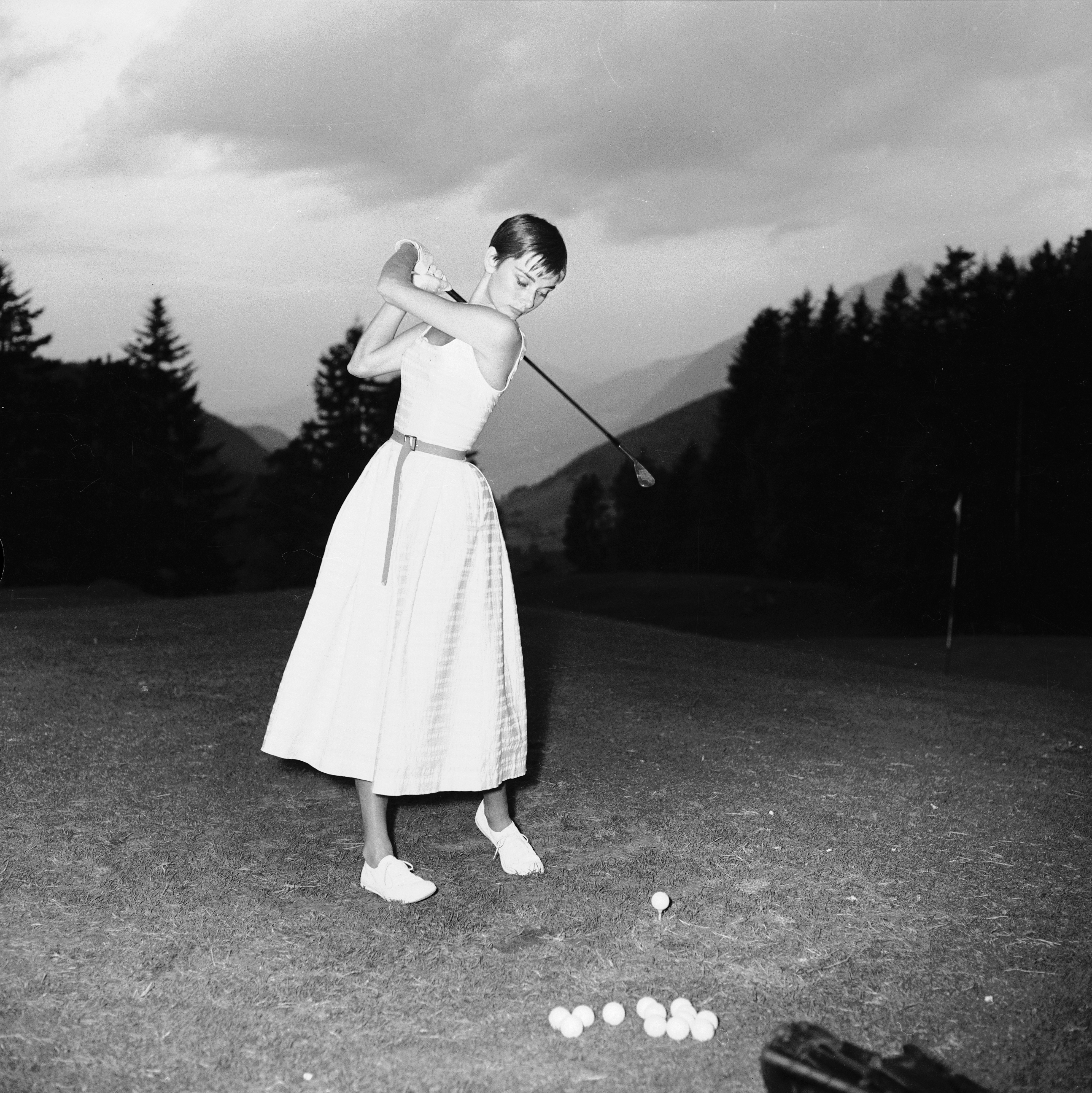
Audrey Hepburn auf dem Golfplatz des Bürgenstocks, Mitte 1950er-Jahre

In den 1950er und 1960er Jahren war der Bürgenstock eine der bekanntesten Adressen im internationalen Jetset. Die Liste der illustren Gäste, die im 1873 eröffneten «Grand Hotel», im «Palace» oder im «Park-Hotel» abstiegen, ist lang. Die Hollywood-Grössen Audrey Hepburn und Mel Ferrer heirateten 1954 in der kleinen Kapelle auf dem Bürgenstock. Sophia Loren und ihr Mann Carlo Ponti lebten sieben Jahre in einem der Villas.
Die Bilderberg-Konferenz fand 1960, 1981 und 1995 im Resort statt.
Aufenthalte von weiteren prominenten Zeitgenossen:
- Bundeskanzler Konrad Adenauer verbrachte die Sommermonate Juli und August 1950 im Resort.
- Der israelische Präsident Chaim Weizmann war dort zur selben Zeit wie Adenauer; sie trafen sich aber nicht.[22]
- Jawaharlal Nehru verbrachte 1951 zum ersten Mal mit seiner Tochter Indira Gandhi die Ferien auf dem Bürgenberg. 1953 traf er sich mit dem Aussenminister von Österreich, Karl Gruber.
- 1964 waren die Filmcrew und der Bond-Darsteller Sean Connery während der Dreharbeiten zu dem James-Bond-Film Goldfinger einen Monat lang Gast im «Palace Hotel».
- 2002 wurde dort das Waffenstillstandsabkommen zwischen dem Sudan und den Südsudanesischen Rebellen auf dem Bürgenstock unterschrieben.[22]
- Im Juni 2024 war die Schweiz Gastgeber der internationalen Konferenz zum Frieden in der Ukraine; sie fand im Bürgenstock Resort Lake Lucerne statt. Neben der Schweizer Delegation nahmen Vertreter von 92 Staaten (darunter viele Staats- und Regierungschefs) sowie der Vereinten Nationen, Europäischen Union, Organisation Amerikanischer Staaten, Organisation für Sicherheit und Zusammenarbeit in Europa und des Europarates teil.